# أوتيلونيوم برومايد
أوتيلونيوم برومايد (Otilonium bromide) مضاد مسكاريني، يستخدم لعلاج تشنج السبيل الهضمي.

## الزمرة الدوائية
مضاد تشنج، (مضاد تشنج).

## الاستطباب
لمعالجة الأمعاء المتهيجة والمؤلمة، وحالات تشنج الأجزاء البعيدة من الجهاز الهضمي.

## مضادات الاستطباب
فرط الحساسية المعروفة للمركب.

## آلية التأثير
لديه عمل مزيل تشنج في العضلات الملساء في الجهاز الهضمي.

## الحرائك الدوائية
- الامتصاص: منخفض جداً.
- الإطراح: عن طريق القنوات الصفراوية.

## الجرعة وطريقة الاستعمال
فموياً
- للكبار: الموصى بها 120 ملغ/يوم.
- على شكل أقراص، تُؤخذ على معدة فارغة (قبل الطعام).

## التحذيرات والاحتياطات
ينبغي توخي الحذر في:
- المرضى الذين يعانون من تاريخ مرضي بزيادة ضغط العين، تضخم البروستات، نضيّق البوابي، انسداد معوي، حساسية.
- الذين يتناولون أدوية أخرى.
- أثناء الحمل والرضاعة الطبيعية.
- قد يسبب دوخة، يجب عدم قيادة السيارة أو تشغيل الآلات خلال أخذ هذا الدواء.
- يجب تجنب الجرعات الزائدة.

## الآثار الجانبية
صداع، دوخة، غثيان، تقيؤ، آلام في المعدة، ألم في البطن.

## الحفظ والتخزين
يُحفظ في درجة حرارة الغرفة (25 درجة مئوية).